# Ногайники
Ногайники́ (укр. Ногайнікі, крымскотат. Noğaynıñki, Ногъайнынъки) — исчезнувшее село в Красногвардейском районе Республики Крым, располагавшееся в центре района, в степном Крыму, примерно в 1 км к северо-западу от современного села Миролюбовка.

## История
Впервые в доступных источниках название Ногайники как Ногайчук встречается в «…Памятной книжке Таврической губернии на 1900 год», согласно которой на хуторе Александровской волости Перекопского уезда, принадлежащем наследникам Люстиха числилось 7 жителей в 8 домохозяйствах. По Статистическому справочнику Таврической губернии. Ч.II-я. Статистический очерк, выпуск пятый Перекопский уезд, 1915 год, на хуторе Ногайники (на земле наследников Люстиха) Александровской волости Перекопского уезда числился 1 двор с русским населением в количестве 5 человек приписных жителей, из которых 2 мужчины и 3 женщины, имевшие в хозяйстве 50 овец. Обозначено на карте 1922 года и на карте Генштаба 1941 года, в дальнейшем в доступных источниках не встречается.